# Gollinghütte
Die Gollinghütte ist eine Hütte der Alpinen Gesellschaft Preintaler (AGP) in den Schladminger Tauern im österreichischen Bundesland Steiermark. Sie liegt am Zentralalpenweg des ÖAV.

## Geschichte
Die Hütte wurde als letzte der drei Schutzhütten der Alpinen Gesellschaft Preintaler 1904 aufgrund des gestiegenen Fremdenverkehrs in den Schladminger Tauern nach dem Bau der Ennstalbahn errichtet. Ursprünglich war sie nach dem Pott'schen System (Proviantentnahme mit anschließender Erlagscheinbezahlung) konzipiert worden, seit 1912 fand aber eine regelmäßige Bewirtschaftung statt. Durch steigende Besucherzahlen war 1924 eine Erweiterung der Hütte notwendig geworden, 1928 installierte man eine Wasserversorgung. Aufgrund schwieriger wirtschaftlicher Verhältnisse während der Weltwirtschaftskrise verband sich die Alpine Gesellschaft Preintaler mit dem Deutschen und Oesterreichischen Alpenverein. 1949 entstand die Alpine Gesellschaft neu und übernahm wieder die Hütte. Ein weiterer Ausbau erfolgte 1959/60 und 1965.

## Aufstieg
- vom Parkplatz bei den Riesachfällen, Gehzeit: 2 Stunden
- Schladming, Gehzeit: 5 Stunden
- Weiße Wand, Gehzeit: 2½ Stunden

## Touren
- Hochgolling, 2.862 m, Gehzeit: 4:00
- Greifenberg, 2.618 m, Gehzeit: 3:00
- Die Hütte ist weiters ein wichtiger Stützpunkt am Zentralalpenweg, einem Weitwanderweg von Hainburg an der Donau nach Feldkirch.

## Übergang zu anderen Hütten
- Landawirseehütte über die Gollingscharte, Gehzeit: 3:45
- Keinprechthütte, Gehzeit: 5:00
- Preintalerhütte durch den Klafferkessel, Gehzeit: 5:30